# 目黒記念
目黒記念（めぐろきねん）は、日本中央競馬会（JRA）が東京競馬場で施行する中央競馬の重賞競走（GII）である。競馬番組表上の名称は「農林水産省賞典 目黒記念（のうりんすいさんしょうしょうてん めぐろきねん）」と表記している。
競走名の「目黒」は東京競馬場の前身で、「第1回東京優駿大競走」が行われた目黒競馬場に由来している。
正賞は農林水産大臣賞。

## 概要

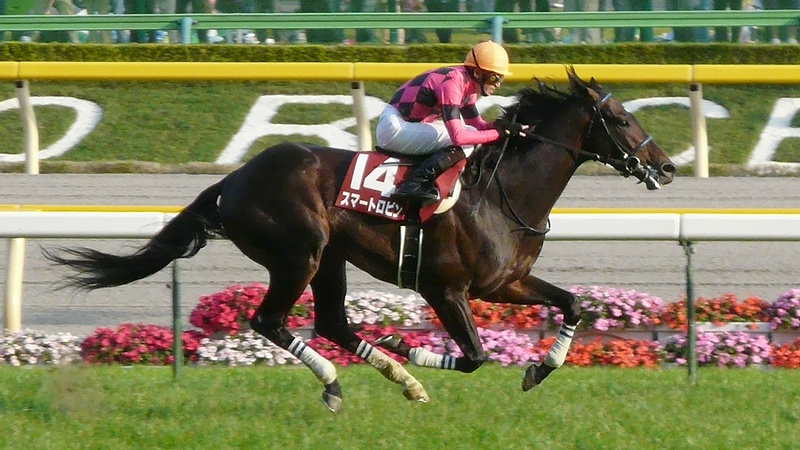
第126回目黒記念
優勝馬：スマートロビン

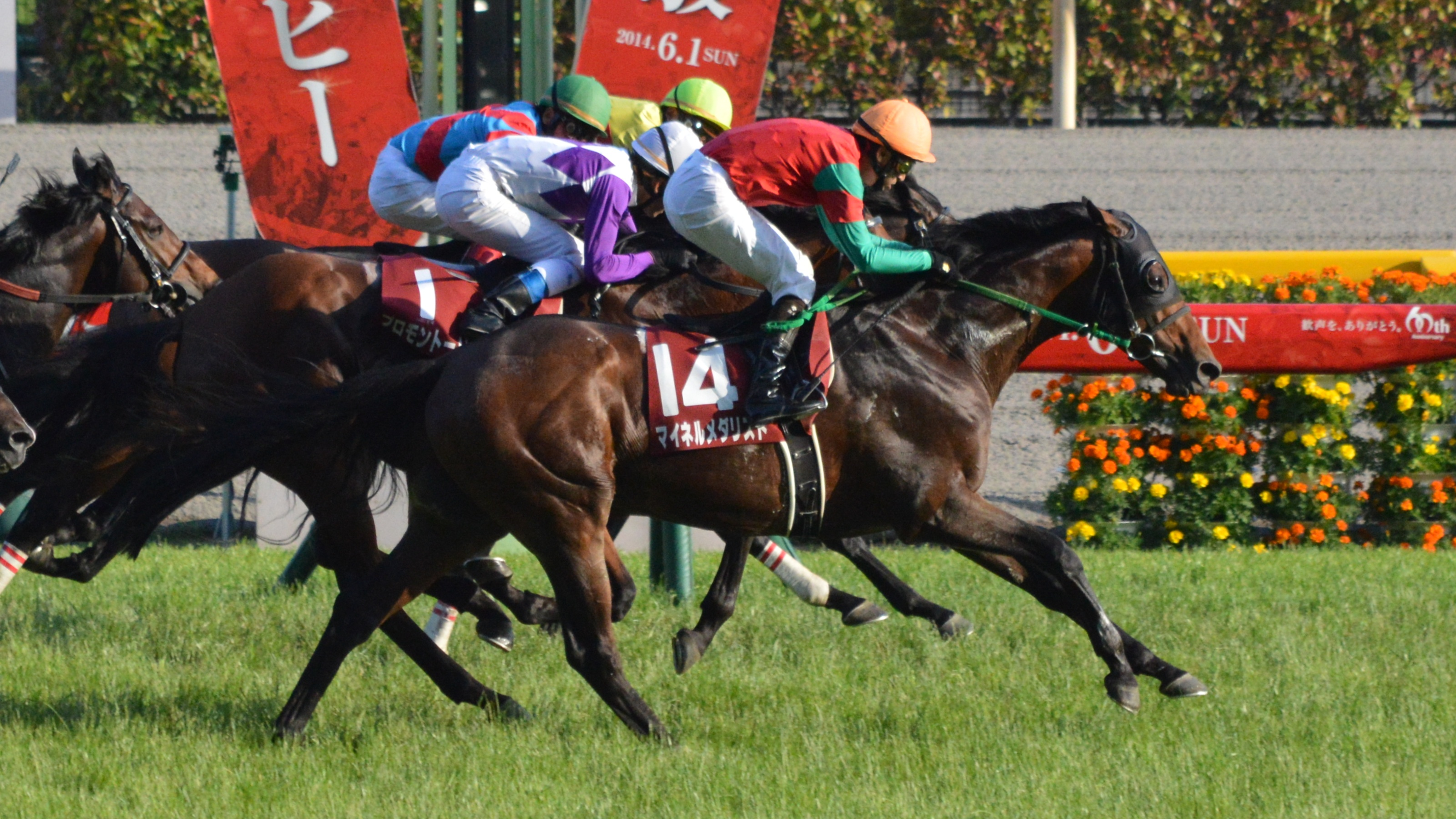
第128回目黒記念
優勝馬：マイネルメダリスト

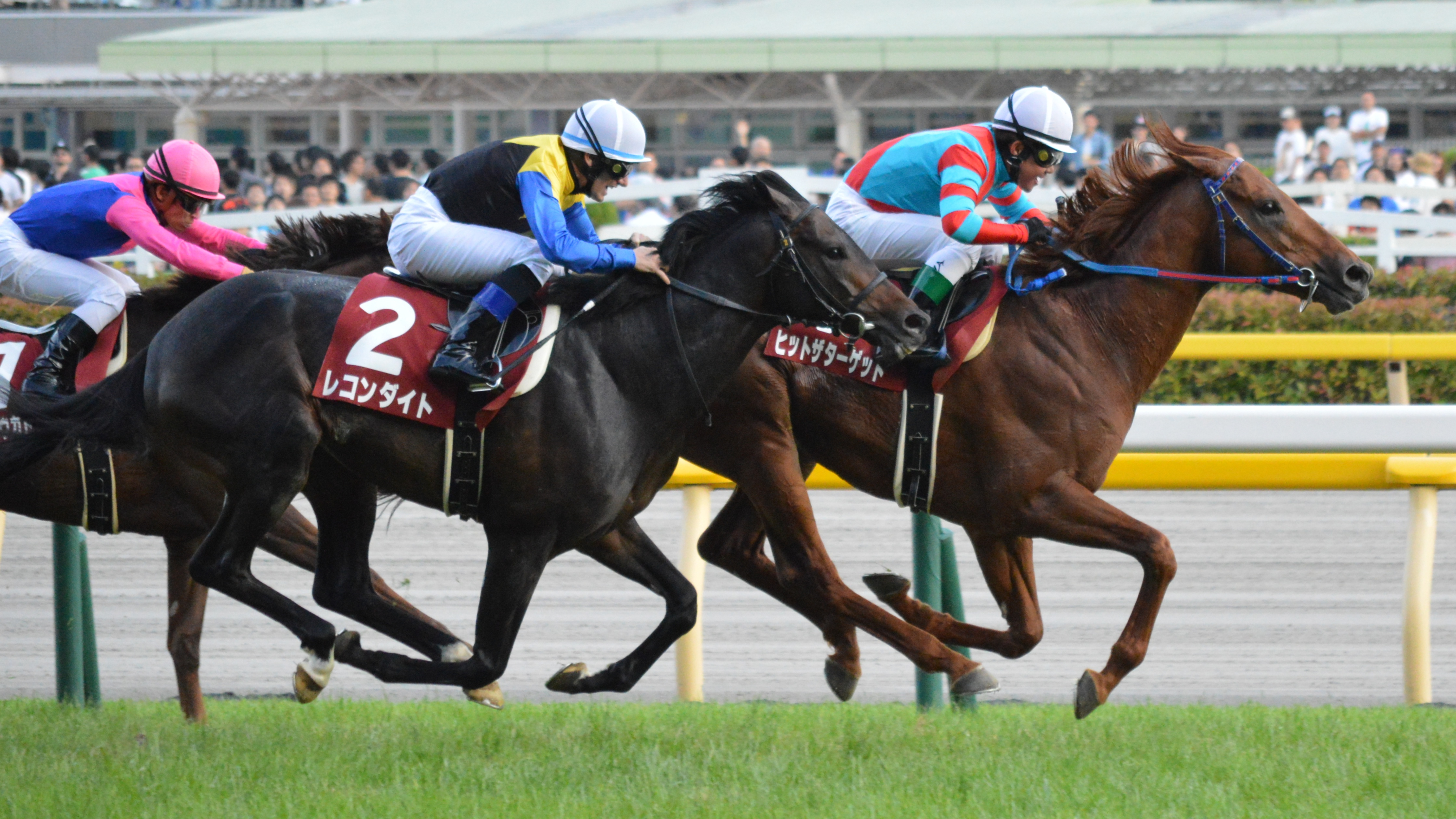
第129回目黒記念
優勝馬：ヒットザターゲット

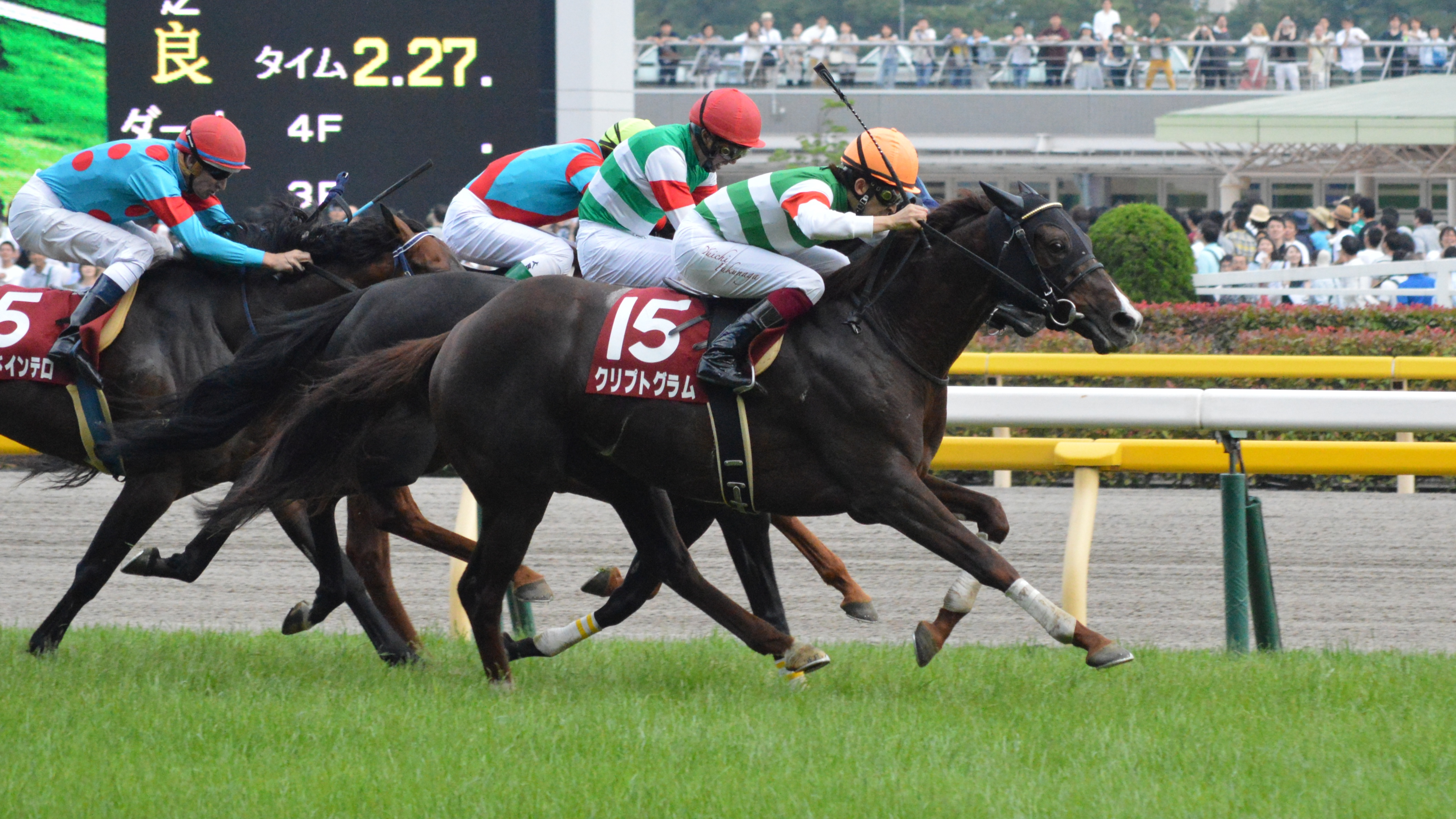
第130回目黒記念
優勝馬：クリプトグラム

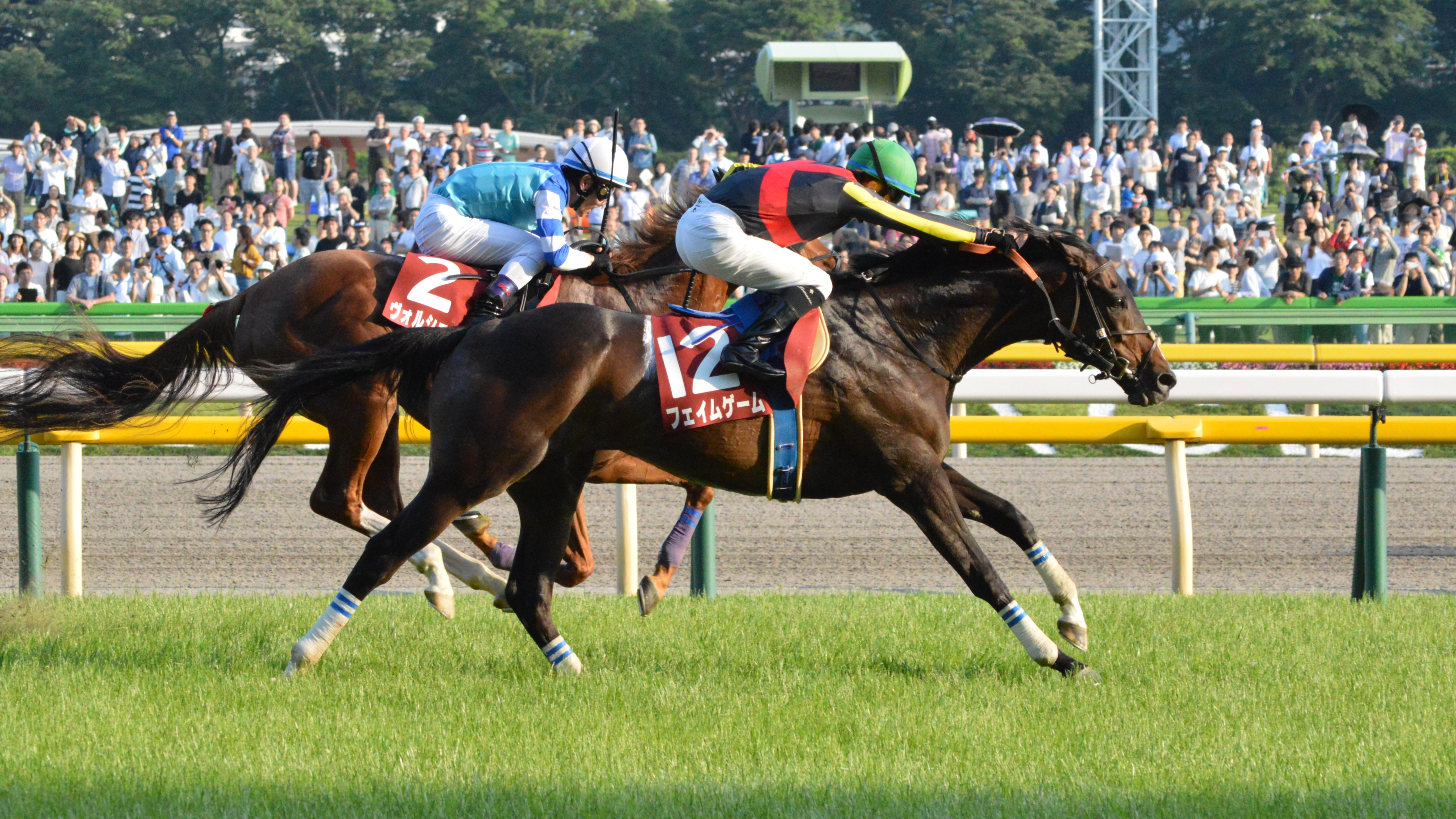
第131回目黒記念
優勝馬：フェイムゲーム

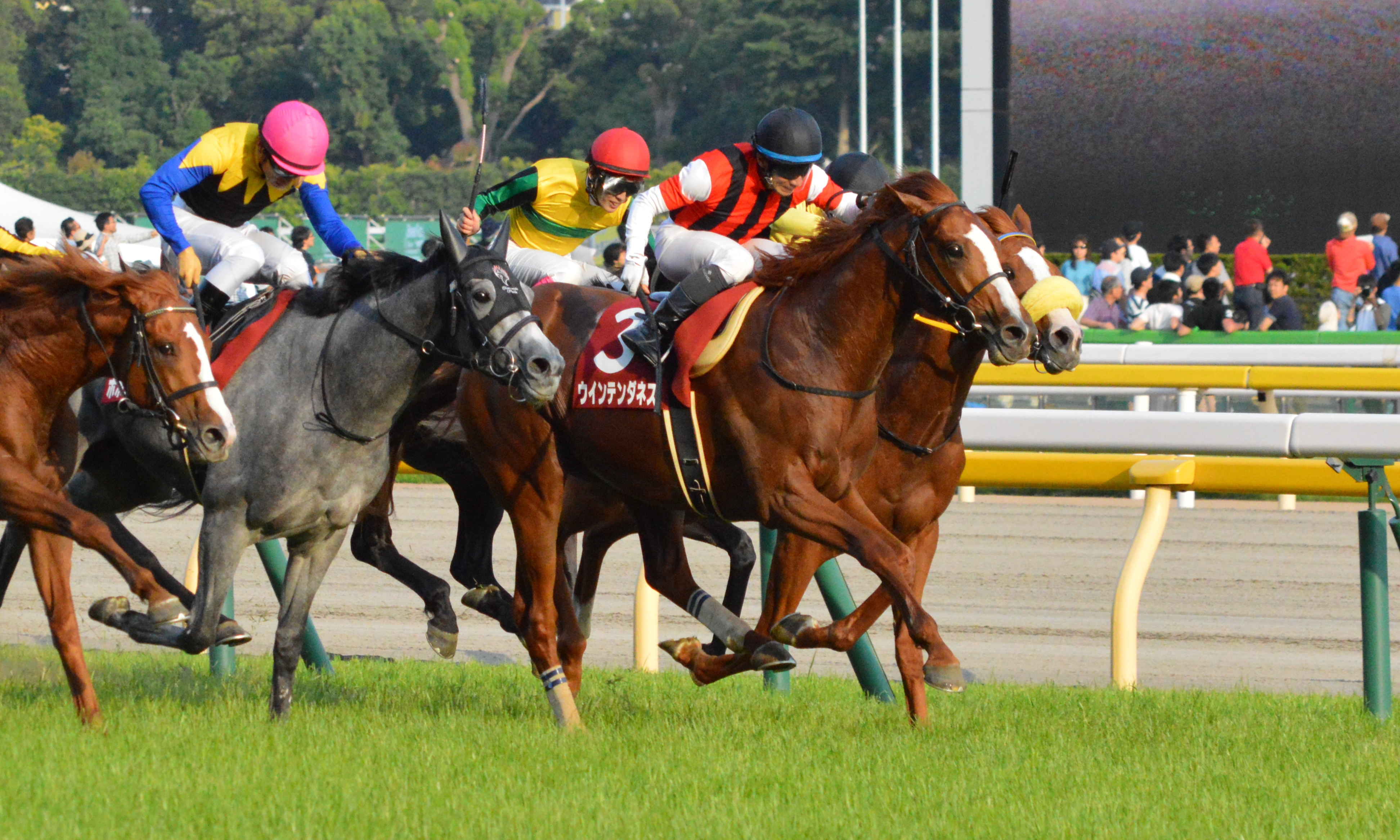
第132回目黒記念
優勝馬：ウインテンダネス

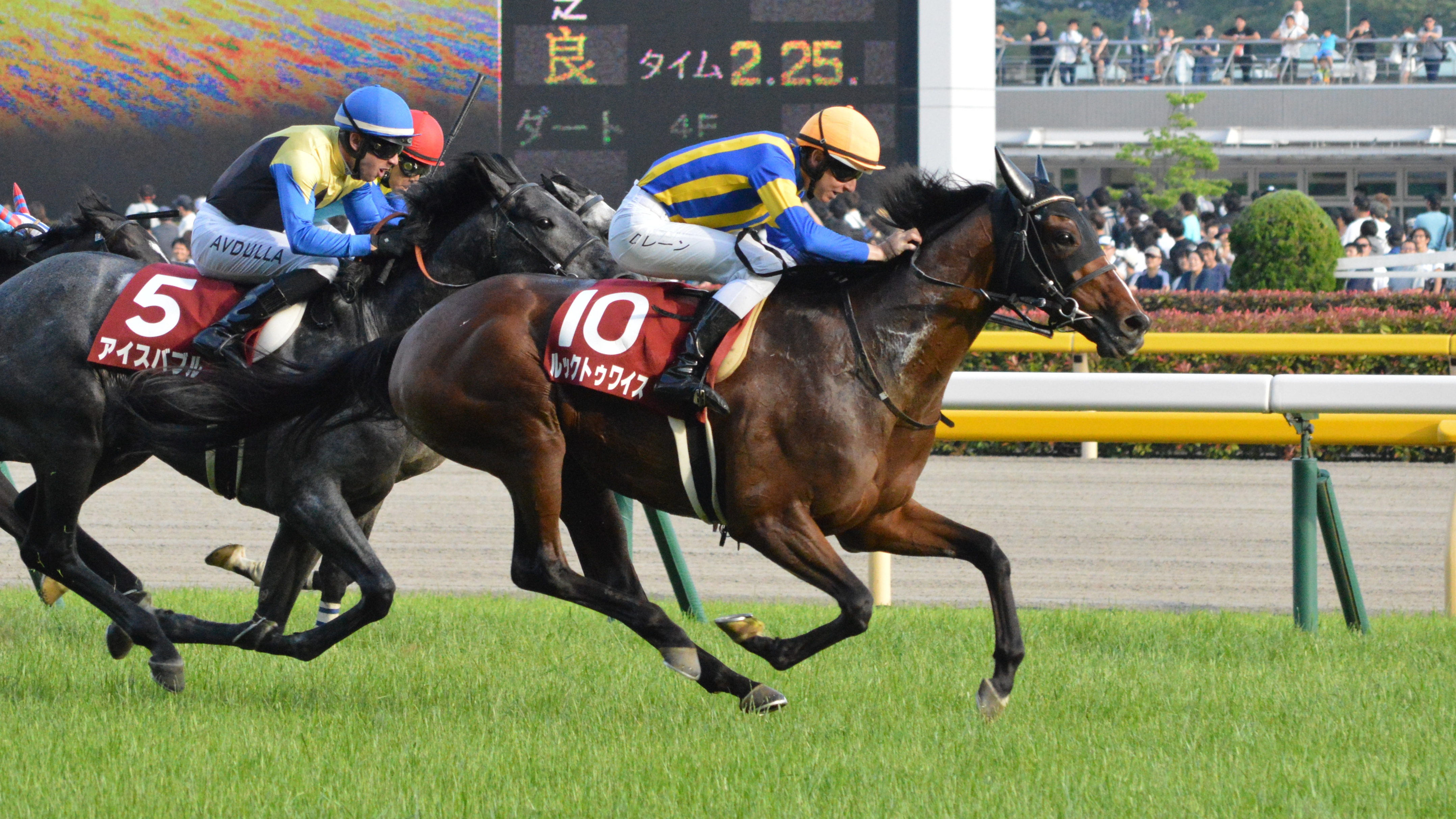
第133回目黒記念
優勝馬：ルックトゥワイス

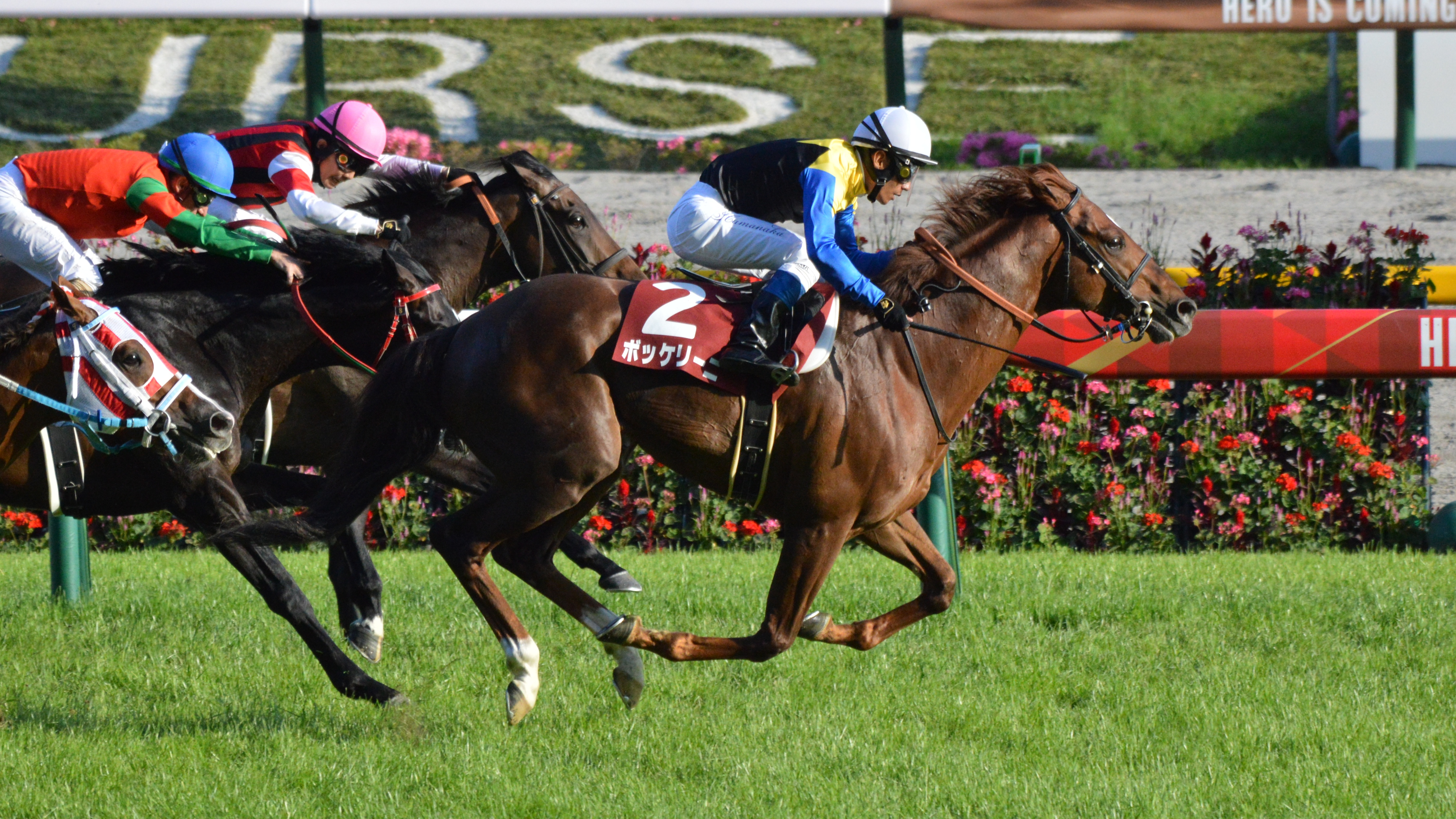
第136回目黒記念
優勝馬：ボッケリーニ

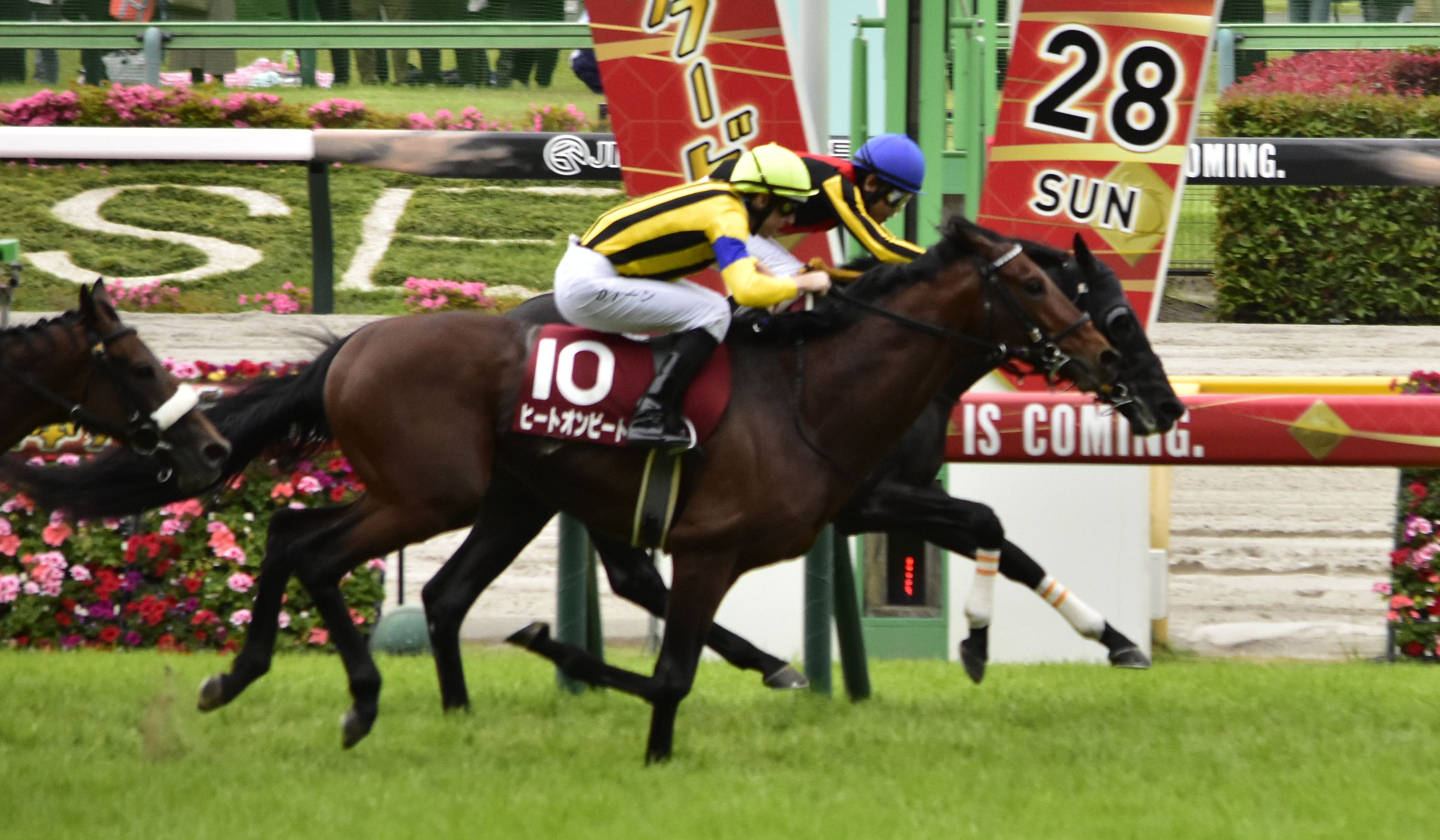
第137回目黒記念
優勝馬：ヒートオンビート

本競走は「各内国抽籤濠州産馬混合競走」を前身とし、のちに「各内国産古馬競走」の名称で行われていたが、競馬場を府中へ移転することが決まった際、「目黒」の名を長く後世に伝えるため、1932年に4歳（現3歳）以上の馬によるハンデキャップ競走として「目黒記念」が創設された。第1回東京優駿大競走の6日前に第1回競走が行われたことから、中央競馬に現存する重賞競走としては最古とされているほか、日本の競馬におけるハンデキャップ競走としても最古の競走である。

当初は目黒競馬場の芝3400mで春と秋に年2回施行され、1933年秋から施行場を東京競馬場に変更。競走条件や施行距離は幾度かの変遷を経て、施行距離は1950年秋から2500mで定着。競走条件は1963年から春が5歳（現4歳）以上、秋が4歳（現3歳）以上の条件で行われていたが、1984年にグレード制が導入されGIIに格付けされた際、秋の競走が廃止され年1回の施行となった。なおこの際、廃止になった秋の競走はアルゼンチン共和国杯を同時期に繰り下げのうえ、本競走と同じGIIに格付けし、東京競馬場芝2500mでの施行とすることにより事実上代替された。
1997年には施行時期を2月から6月に変更のうえ競走条件も4歳（現3歳）以上に変更、2006年からは「東京優駿（日本ダービー）」と同日の施行（2011年は除く）となった。2012年からは競走条件が4歳以上に変更された。
1984年のグレード制導入にあたってはハンデキャップ競走だったこともありGIIに格付けされたが、長い歴史を考慮しGIにすべきとの声もあったとされる。
外国産馬は1990年から、外国馬は2005年からそれぞれ出走可能になった。2020年からは地方競馬所属馬も出走可能になった。
なお、本競走の優勝馬にはオーストラリアのG1コーフィールドカップへの優先出走権が与えられることになっている。

### 競走条件
以下の内容は、2025年現在のもの。
出走資格：サラ系4歳以上
- JRA所属馬
- 地方競馬所属馬（認定馬のみ、2頭まで）
- 外国調教馬（9頭まで、優先出走）

負担重量：ハンデキャップ

### 賞金
2025年の1着賞金は5700万円で、以下2着2300万円、3着1400万円、4着860万円、5着570万円。

## 歴史
- 1932年 - 4歳以上の馬によるハンデキャップ競走として創設、目黒競馬場の芝3400mで春・秋の年2回施行[5]。
- 1959年 - 名称を「農林省賞典 目黒記念（春）」に変更[5]。
- 1979年 - 名称を「農林水産省賞典 目黒記念（春）」に変更[5]。
- 1984年
  - グレード制導入によりGII[注 2]に格付け[5]。
  - 年1回制に変更[5]。
  - 名称を「農林水産省賞典 目黒記念」に変更。
- 1990年 - 混合競走に指定され、外国産馬が出走可能になる[2]。
- 1997年 - 競走条件を「4歳以上」に変更。
- 1998年 - 「日本におけるフランス年」を記念して、「フランスギャロ賞」の副称をつけて施行[2][8]。
- 2000年 - 「ハンガリーフェスティバル開催記念」の副称をつけて施行[2]。
- 2001年 - 馬齢表示の国際基準への変更に伴い、競走条件を「3歳以上」に変更[2]。
- 2005年 - 国際競走に指定され、外国調教馬が5頭まで出走可能となる[2]。
- 2006年 - この年から日本ダービーの日の最終レースに組まれる事になった。
- 2007年
  - 日本のパートI国昇格に伴い、格付表記をJpnIIに変更[9]。
  - 「目黒競馬場開設100年記念」の副称をつけて施行[9]。
- 2009年
  - 外国調教馬の出走枠を9頭に拡大[10]。
  - 格付表記をGII（国際格付）に変更[10]。
- 2010年 - 「ウオッカメモリアル」の副称をつけて施行[11]。
- 2012年 - 競走条件を「4歳以上」に変更[12]。
- 2020年 
  - 特別指定交流競走に指定され、地方競馬所属馬が2頭まで出走可能になる。
  - 新型コロナウイルス感染症（COVID-19）の流行及び改正・新型インフルエンザ等対策特別措置法32条に基づいて日本国政府から発令された新型コロナウイルス緊急事態宣言により、客を入れない「無観客競馬」として開催。

### 歴代優勝馬
コース種別を記載していない距離は、芝コースを表す。
優勝馬の馬齢は、2000年以前も現行表記に揃えている。
| 回数    | 施行日        | 競馬場 | 距離        | 優勝馬             | 性齢 | タイム   | 優勝騎手   | 管理調教師 |
| ------- | ------------- | ------ | ----------- | ------------------ | ---- | -------- | ---------- | ---------- |
| 第1回   | 1932年4月18日 | 目黒   | 3400m       | ハクリユウ         | 牡4  | 3:44 0/5 | 中村一雄   | 北郷五郎   |
| 第3回   | 1933年4月17日 | 目黒   | 3400m       | アスコツト         | 牡5  | 3:54 0/5 | 尾形景造   | 尾形景造   |
| 第5回   | 1934年4月16日 | 東京   | 3400m       | タイホウ           | 牡5  | 4:02 0/5 | 田中和一郎 | 田中和一郎 |
| 第7回   | 1935年4月22日 | 東京   | 3400m       | デンコウ           | 牡4  | 3:32 1/5 | 尾形景造   | 尾形景造   |
| 第9回   | 1936年4月25日 | 東京   | 3400m       | ミスアキラ         | 牝5  | 4:09 1/5 | 佐々木安   | 佐々木安   |
| 第11回  | 1937年4月24日 | 東京   | 3400m       | トクマサ           | 牡4  | 3:40 2/5 | 伊藤正四郎 | 尾形景造   |
| 第13回  | 1938年5月28日 | 東京   | 3400m       | アヅマダケ         | 牡4  | 3:40 2/5 | 内藤潔     | 尾形景造   |
| 第15回  | 1939年6月2日  | 東京   | 3900m       | ヘンウン           | 牡4  | 4:36 1/5 | 石毛彦次郎 | 鈴木信太郎 |
| 第17回  | 1940年6月3日  | 東京   | 3900m       | エスパリオン       | 牡5  | 4:14 3/5 | 佐藤邦雄   | 大久保房松 |
| 第19回  | 1941年5月11日 | 東京   | 3900m       | タカホマレ         | 牡5  | 4:13 4/5 | 仲住達弥   | 尾形景造   |
| 第21回  | 1942年5月17日 | 東京   | 3900m       | ロツクフオード     | 牡4  | 4:13 3/5 | 千葉忠一   | 佐藤順治   |
| 第23回  | 1943年5月30日 | 東京   | 3900m       | オークモント       | 牡4  | 4:23 3/5 | 二本柳俊夫 | 佐々木安   |
| 第25回  | 1947年6月7日  | 東京   | 3200m       | アサフジ           | 牡4  | 3:32 2/5 | 田中康三   | 茂木為二郎 |
| 第26回  | 1948年6月12日 | 東京   | 3200m       | ミツカゼ           | 牡4  | 3:26 0/5 | 矢野幸夫   | 斎藤籌敬   |
| 第28回  | 1949年6月4日  | 東京   | 3200m       | セフテス           | 牝5  | 3:26 4/5 | 蛯名武五郎 | 藤本冨良   |
| 第30回  | 1950年6月4日  | 東京   | 3200m       | ロツクホルト       | 牡5  | 3:41 0/5 | 岩下密政   | 田中和一郎 |
| 第32回  | 1951年6月17日 | 東京   | 2500m       | ハタカゼ           | 牡4  | 2:37 2/5 | 保田隆芳   | 尾形藤吉   |
| 第34回  | 1952年6月22日 | 東京   | 2500m       | ミツハタ           | 牡4  | 2:35 0/5 | 渡辺正人   | 矢野幸夫   |
| 第36回  | 1953年5月31日 | 東京   | 2500m       | タカハタ           | 牝4  | 2:39 3/5 | 保田隆芳   | 尾形藤吉   |
| 第38回  | 1954年4月29日 | 東京   | 2500m       | クリチカラ         | 牡4  | 2:44 0/5 | 森安弘明   | 尾形藤吉   |
| 第40回  | 1955年3月27日 | 東京   | 2500m       | ハクリヨウ         | 牡5  | 2:40 4/5 | 保田隆芳   | 尾形藤吉   |
| 第42回  | 1956年3月25日 | 東京   | 2500m       | セルフジ           | 牡4  | 2:39 1/5 | 高橋英夫   | 柴田恒治郎 |
| 第44回  | 1957年3月24日 | 東京   | 2500m       | ハクチカラ         | 牡4  | 2:36 4/5 | 保田隆芳   | 尾形藤吉   |
| 第46回  | 1958年3月16日 | 東京   | 2500m       | タメトモ           | 牡5  | 2:36 3/5 | 野平好男   | 土田順三   |
| 第48回  | 1959年3月22日 | 東京   | 2500m       | クリペロ           | 牡4  | 2:41 0/5 | 保田隆芳   | 尾形藤吉   |
| 第50回  | 1960年3月20日 | 東京   | 2500m       | スイートワン       | 牡4  | 2:37.0   | 野平祐二   | 野平省三   |
| 第52回  | 1961年3月12日 | 東京   | 2500m       | ヤシマフアースト   | 牡5  | 2:37.4   | 保田隆芳   | 尾形藤吉   |
| 第54回  | 1962年3月4日  | 東京   | 2500m       | シーザー           | 牡5  | 2:36.1   | 森安弘明   | 伊藤勝吉   |
| 第56回  | 1963年3月10日 | 東京   | 2500m       | アサリユウ         | 牡4  | 2:36.3   | 加賀武見   | 阿部正太郎 |
| 第58回  | 1964年4月5日  | 東京   | 2500m       | ハーバーヒカリ     | 牝5  | 2:35.6   | 加賀武見   | 稗田敏男   |
| 第60回  | 1965年3月7日  | 東京   | 2500m       | ブルタカチホ       | 牡4  | 2:35.4   | 大崎昭一   | 柴田寛     |
| 第62回  | 1966年3月6日  | 東京   | 2500m       | ダイニテンラン     | 牡4  | 2:36.4   | 大和田稔   | 二本柳俊夫 |
| 第64回  | 1967年3月12日 | 東京   | 2500m       | スピードシンボリ   | 牡4  | 2:37.4   | 野平祐二   | 野平富久   |
| 第66回  | 1968年3月10日 | 中山   | 2500m       | ダイパレード       | 牡4  | 2:37.0   | 小島太     | 柄崎義信   |
| 第68回  | 1969年3月9日  | 東京   | ダート2300m | スピードシンボリ   | 牡6  | 2:23.5   | 野平祐二   | 野平省三   |
| 第70回  | 1970年3月8日  | 東京   | 2500m       | コンチネンタル     | 牡4  | 2:39.6   | 津田昭     | 野平富久   |
| 第72回  | 1971年3月7日  | 中山   | 2500m       | メジロムサシ       | 牡5  | 2:39.2   | 横山富雄   | 大久保末吉 |
| 第74回  | 1972年4月9日  | 中山   | 2500m       | ジョセツ           | 牝5  | 2:41.8   | 岡部幸雄   | 鈴木清     |
| 第76回  | 1973年2月18日 | 東京   | 2500m       | オンワードガイ     | 牡6  | 2:34.4   | 蓑田早人   | 森末之助   |
| 第78回  | 1974年2月17日 | 東京   | 2500m       | ヒロクニ           | 牡5  | 2:34.5   | 加賀武見   | 西塚十勝   |
| 第80回  | 1975年2月16日 | 東京   | 2500m       | カーネルシンボリ   | 牡4  | 2:36.1   | 野平祐二   | 野平富久   |
| 第82回  | 1976年2月22日 | 東京   | 2500m       | ハクバタロー       | 牡4  | 2:36.0   | 安田富男   | 野平富久   |
| 第84回  | 1977年2月20日 | 東京   | 2500m       | カシュウチカラ     | 牡4  | 2:34.2   | 出口明見   | 矢倉玉男   |
| 第86回  | 1978年2月19日 | 東京   | 2500m       | カシュウチカラ     | 牡5  | 2:34.7   | 出口明見   | 矢倉玉男   |
| 第88回  | 1979年2月18日 | 中山   | 2500m       | サクラショウリ     | 牡4  | 2:36.0   | 小島太     | 久保田彦之 |
| 第90回  | 1980年2月17日 | 東京   | 2500m       | カネミノブ         | 牡6  | 2:36.0   | 加賀武見   | 阿部新生   |
| 第92回  | 1981年2月15日 | 東京   | 2500m       | キタノリキオー     | 牡4  | 2:34.2   | 田村正光   | 伊藤竹男   |
| 第94回  | 1982年2月21日 | 東京   | 2500m       | カミノスミレ       | 牝4  | 2:37.6   | 伊藤栄     | 中村広     |
| 第96回  | 1983年2月20日 | 東京   | 2500m       | トウショウゴッド   | 牡6  | 2:37.6   | 中島啓之   | 奥平真治   |
| 第98回  | 1984年2月19日 | 東京   | 2500m       | ダイセキテイ       | 牡5  | 2:36.2   | 小林常泰   | 藤原敏文   |
| 第99回  | 1985年2月17日 | 東京   | 2500m       | ミスタールマン     | 牡4  | 2:34.0   | 菅原泰夫   | 山岡寿恵次 |
| 第100回 | 1986年2月16日 | 東京   | 2500m       | ビンゴチムール     | 牡5  | 2:32.1   | 中野栄治   | 古賀末喜   |
| 第101回 | 1987年2月22日 | 東京   | 2500m       | マウントニゾン     | 牡5  | 2:35.4   | 嶋田功     | 森安弘昭   |
| 第102回 | 1988年2月21日 | 東京   | 2500m       | メジロフルマー     | 牝4  | 2:32.7   | 岡部幸雄   | 奥平真治   |
| 第103回 | 1989年2月19日 | 東京   | 2500m       | キリパワー         | 牡4  | 2:36.7   | 岡部幸雄   | 清水利章   |
| 第104回 | 1990年2月18日 | 東京   | 2500m       | マルタカタイソン   | 牡4  | 2:32.8   | 菅原泰夫   | 本郷一彦   |
| 第105回 | 1991年2月17日 | 東京   | 2500m       | カリブソング       | 牡5  | 2:34.8   | 柴田政人   | 加藤修甫   |
| 第106回 | 1992年2月23日 | 東京   | 2500m       | ヤマニングローバル | 牡5  | 2:32.6   | 河内洋     | 浅見国一   |
| 第107回 | 1993年2月21日 | 東京   | 2500m       | マチカネタンホイザ | 牡4  | 2:32.4   | 岡部幸雄   | 伊藤雄二   |
| 第108回 | 1994年2月20日 | 東京   | 2500m       | ナリタタイシン     | 牡4  | 2:34.0   | 武豊       | 大久保正陽 |
| 第109回 | 1995年2月19日 | 東京   | 2500m       | ハギノリアルキング | 牡5  | 2:31.1   | 藤田伸二   | 小林稔     |
| 第110回 | 1996年2月19日 | 東京   | 2500m       | ユウセンショウ     | 牡4  | 2:34.0   | 柴田善臣   | 松元茂樹   |
| 第111回 | 1997年6月7日  | 東京   | 2500m       | アグネスカミカゼ   | 牡4  | 2:32.7   | 橋本広喜   | 藤沢和雄   |
| 第112回 | 1998年6月13日 | 東京   | 2500m       | ゴーイングスズカ   | 牡5  | 2:35.0   | 南井克巳   | 橋田満     |
| 第113回 | 1999年6月12日 | 東京   | 2500m       | ローゼンカバリー   | 牡6  | 2:32.2   | 菊沢隆徳   | 鈴木康弘   |
| 第114回 | 2000年5月20日 | 東京   | 2500m       | ステイゴールド     | 牡6  | 2:33.2   | 武豊       | 池江泰郎   |
| 第115回 | 2001年5月19日 | 東京   | 2500m       | ホットシークレット | 騸5  | 2:30.8   | 柴田善臣   | 後藤由之   |
| 第116回 | 2002年5月18日 | 東京   | 2500m       | トシザブイ         | 牡6  | 2:31.8   | 河内洋     | 音無秀孝   |
| 第117回 | 2003年5月24日 | 東京   | 2500m       | トシザブイ         | 牡7  | 2:31.2   | 柴田善臣   | 音無秀孝   |
| 第118回 | 2004年5月22日 | 東京   | 2500m       | チャクラ           | 牡4  | 2:30.5   | 柴田善臣   | 安達昭夫   |
| 第119回 | 2005年5月21日 | 東京   | 2500m       | オペラシチー       | 牡4  | 2:29.8   | 佐藤哲三   | 佐々木晶三 |
| 第120回 | 2006年5月28日 | 東京   | 2500m       | ポップロック       | 牡5  | 2:33.1   | 川田将雅   | 角居勝彦   |
| 第121回 | 2007年5月27日 | 東京   | 2500m       | ポップロック       | 牡6  | 2:31.4   | 武豊       | 角居勝彦   |
| 第122回 | 2008年6月1日  | 東京   | 2500m       | ホクトスルタン     | 牡4  | 2:31.9   | 横山典弘   | 庄野靖志   |
| 第123回 | 2009年5月31日 | 東京   | 2500m       | ミヤビランベリ     | 牡6  | 2:39.0   | 北村友一   | 加藤敬二   |
| 第124回 | 2010年5月30日 | 東京   | 2500m       | コパノジングー     | 牡5  | 2:34.8   | 池添謙一   | 宮徹       |
| 第125回 | 2011年5月28日 | 東京   | 2500m       | キングトップガン   | 牡8  | 2:32.5   | 横山典弘   | 鮫島一歩   |
| 第126回 | 2012年5月27日 | 東京   | 2500m       | スマートロビン     | 牡4  | 2:30.6   | 蛯名正義   | 松田国英   |
| 第127回 | 2013年5月26日 | 東京   | 2500m       | ムスカテール       | 牡5  | 2:29.6   | 内田博幸   | 友道康夫   |
| 第128回 | 2014年6月1日  | 東京   | 2500m       | マイネルメダリスト | 牡6  | 2:31.0   | 蛯名正義   | 田中清隆   |
| 第129回 | 2015年5月31日 | 東京   | 2500m       | ヒットザターゲット | 牡7  | 2:29.7   | 小牧太     | 加藤敬二   |
| 第130回 | 2016年5月29日 | 東京   | 2500m       | クリプトグラム     | 牡4  | 2:30.6   | 福永祐一   | 藤原英昭   |
| 第131回 | 2017年5月28日 | 東京   | 2500m       | フェイムゲーム     | 騸7  | 2:30.9   | C.ルメール | 宗像義忠   |
| 第132回 | 2018年5月27日 | 東京   | 2500m       | ウインテンダネス   | 牡5  | 2:29.7   | 内田博幸   | 杉山晴紀   |
| 第133回 | 2019年5月26日 | 東京   | 2500m       | ルックトゥワイス   | 牡6  | 2:28.2   | D.レーン   | 藤原英昭   |
| 第134回 | 2020年5月31日 | 東京   | 2500m       | キングオブコージ   | 牡4  | 2:29.6   | 横山典弘   | 安田翔伍   |
| 第135回 | 2021年5月30日 | 東京   | 2500m       | ウインキートス     | 牝4  | 2:32.8   | 丹内祐次   | 宗像義忠   |
| 第136回 | 2022年5月29日 | 東京   | 2500m       | ボッケリーニ       | 牡6  | 2:32.1   | 浜中俊     | 池江泰寿   |
| 第137回 | 2023年5月28日 | 東京   | 2500m       | ヒートオンビート   | 牡6  | 2:30.8   | D.レーン   | 友道康夫   |
| 第138回 | 2024年5月26日 | 東京   | 2500m       | シュトルーヴェ     | 騸5  | 2:32.3   | J.モレイラ | 堀宣行     |
| 第139回 | 2025年6月1日  | 東京   | 2500m       | アドマイヤテラ     | 牡4  | 2:32.9   | 武豊       | 友道康夫   |

### 記録
- レースレコード - 2:28.2（第133回優勝馬ルックトゥワイス）[5]

## 目黒記念（秋）
前述の通り、1983年までは年2回施行され、秋の競走も行われていた。

### 歴史
- 1932年 - 秋の競走を開始。
- 1959年 - 名称を「農林省賞典 目黒記念（秋）」に変更。
- 1978年 - 名称を「農林水産省賞典 目黒記念（秋）」に変更。
- 1984年 - 廃止。

### 目黒記念（秋）歴代優勝馬
コース種別を記載していない距離は、芝コースを表す。
優勝馬の馬齢は、現行表記に揃えている。
| 回数   | 施行日         | 競馬場 | 距離  | 優勝馬             | 性齢 | タイム   | 優勝騎手   | 管理調教師 |
| ------ | -------------- | ------ | ----- | ------------------ | ---- | -------- | ---------- | ---------- |
| 第2回  | 1932年10月24日 | 目黒   | 3400m | ヤマヤス           | 牝4  | 3:45 1/5 | 大久保亀治 | 尾形景造   |
| 第4回  | 1933年11月20日 | 東京   | 3400m | ハクセツ           | 牡4  | 3:48 2/5 | 田中和一郎 | 田中和一郎 |
| 第6回  | 1934年11月12日 | 東京   | 3400m | カブトヤマ         | 牡4  | 3:44 1/5 | 大久保房松 | 大久保房松 |
| 第8回  | 1935年11月25日 | 東京   | 3400m | アカイシダケ       | 牡3  | 4:01 3/5 | 尾形景造   | 尾形景造   |
| 第10回 | 1936年11月23日 | 東京   | 3400m | ツキヤス           | 牡4  | 3:48 2/5 | 小西喜蔵   | 田中和一郎 |
| 第12回 | 1937年11月28日 | 東京   | 3400m | マークイス         | 牡4  | 3:42 1/5 | 石毛彦次郎 | 鈴木信太郎 |
| 第14回 | 1938年11月6日  | 東京   | 3400m | フエアモア         | 牝4  | 3:48 1/5 | 内藤潔     | 尾形景造   |
| 第16回 | 1939年11月12日 | 東京   | 3400m | ホウネン           | 牡5  | 不明     | 二本柳勇   | 田村仁三郎 |
| 第18回 | 1940年11月16日 | 東京   | 3400m | ゼンサ             | 牝4  | 3:50 2/5 | 田中康三   | 尾形景造   |
| 第20回 | 1941年11月9日  | 東京   | 3400m | シーラス           | 牡4  | 3:43 4/5 | 阿部正太郎 | 田中和一郎 |
| 第22回 | 1942年11月8日  | 東京   | 3400m | ステーツ           | 牡4  | 3:49 3/5 | 田中康三   | 尾形景造   |
| 第24回 | 1943年11月14日 | 東京   | 3400m | ステーツイブキ     | 牡4  | 3:42 2/5 | 浅野武志   | 須藤林蔵   |
| 第27回 | 1948年12月19日 | 東京   | 3200m | セフテス           | 牝4  | 3:30 0/5 | 中村広     | 藤本冨良   |
| 第29回 | 1949年11月12日 | 東京   | 2600m | タビト             | 牡4  | 2:49 3/5 | 八木沢勝美 | 尾形藤吉   |
| 第31回 | 1950年11月23日 | 東京   | 2500m | クニハタ           | 牝5  | 2:41 0/5 | 保田隆芳   | 尾形藤吉   |
| 第33回 | 1951年11月23日 | 東京   | 2500m | イカホダケ         | 牡4  | 2:41 0/5 | 二本柳俊夫 | 斎藤籌敬   |
| 第35回 | 1952年10月5日  | 東京   | 2500m | ハタカゼ           | 牡5  | 2:37 4/5 | 保田隆芳   | 尾形藤吉   |
| 第37回 | 1953年10月4日  | 東京   | 2500m | ツルギサン         | 牡4  | 2:39 4/5 | 蛯名武五郎 | 藤本冨良   |
| 第39回 | 1954年10月17日 | 東京   | 2500m | ロイヤルウツド     | 牡4  | 2:39 3/5 | 伊藤修司   | 伊藤勝吉   |
| 第41回 | 1955年9月18日  | 東京   | 2500m | ハヤオー           | 牡4  | 2:36 0/5 | 高橋英夫   | 稗田敏男   |
| 第43回 | 1956年10月14日 | 東京   | 2500m | トヨタニ           | 牡4  | 2:41 4/5 | 高橋英夫   | 鈴木信太郎 |
| 第45回 | 1957年11月3日  | 中山   | 2600m | ハクチカラ         | 牡4  | 2:45 2/5 | 保田隆芳   | 尾形藤吉   |
| 第47回 | 1958年11月3日  | 東京   | 2500m | ミスオンワード     | 牝4  | 2:36 4/5 | 栗田勝     | 武田文吾   |
| 第49回 | 1959年11月3日  | 東京   | 2500m | エドヒメ           | 牝4  | 2:35.4   | 丸目敏栄   | 橋本輝雄   |
| 第51回 | 1960年11月3日  | 東京   | 2500m | ヤシマフアースト   | 牡4  | 2:36.6   | 保田隆芳   | 尾形藤吉   |
| 第53回 | 1961年11月3日  | 東京   | 2500m | タカマガハラ       | 牡4  | 2:35.8   | 加賀武見   | 稗田敏男   |
| 第55回 | 1962年11月3日  | 東京   | 2500m | トウコン           | 牡4  | 2:38.5   | 山岡忞     | 矢野幸夫   |
| 第57回 | 1963年11月10日 | 東京   | 2500m | スズトツプラン     | 牡4  | 2:37.5   | 野平好男   | 森末之助   |
| 第59回 | 1964年11月1日  | 中山   | 2600m | ヤマトキヨウダイ   | 牡4  | 2:41.5   | 梶与四松   | 稲葉幸夫   |
| 第61回 | 1965年11月3日  | 東京   | 2500m | シンザン           | 牡4  | 2:42.2   | 栗田勝     | 武田文吾   |
| 第63回 | 1966年10月16日 | 東京   | 2500m | ハマテツソ         | 牡4  | 2:36.8   | 中神輝一郎 | 松山吉三郎 |
| 第65回 | 1967年11月3日  | 中山   | 2500m | メジロサンマン     | 牡4  | 2:37.9   | 森安重勝   | 尾形藤吉   |
| 第67回 | 1968年11月3日  | 東京   | 2500m | メジロタイヨウ     | 牡4  | 2:36.5   | 徳吉一己   | 八木沢勝美 |
| 第69回 | 1969年11月9日  | 東京   | 2500m | マーチス           | 牡4  | 2:37.1   | 久保敏文   | 伊藤修司   |
| 第71回 | 1970年11月8日  | 東京   | 2500m | タケブエ           | 牡5  | 2:40.2   | 増沢末夫   | 田中和夫   |
| 第73回 | 1971年11月7日  | 東京   | 2500m | アカネテンリュウ   | 牡5  | 2:38.8   | 野平祐二   | 橋本輝雄   |
| 第75回 | 1972年11月5日  | 東京   | 2500m | カツタイコウ       | 牡4  | 2:37.1   | 加賀武見   | 柄崎義信   |
| 第77回 | 1973年11月4日  | 東京   | 2500m | ベルワイド         | 牡5  | 2:32.9   | 加賀武見   | 阿部正太郎 |
| 第79回 | 1974年11月3日  | 東京   | 2500m | イナボレス         | 牡5  | 2:35.2   | 矢野一博   | 大久保末吉 |
| 第81回 | 1975年11月2日  | 東京   | 2500m | キクノオー         | 牡4  | 2:35.0   | 横山富雄   | 山岡寿恵次 |
| 第83回 | 1976年11月7日  | 東京   | 2500m | タイホウヒーロー   | 牡4  | 2:35.3   | 小島太     | 曽場広作   |
| 第85回 | 1977年11月6日  | 東京   | 2500m | ブルーハンサム     | 牡3  | 2:34.0   | 蛯名信広   | 佐藤勝美   |
| 第87回 | 1978年11月5日  | 東京   | 2500m | リュウキコウ       | 牡4  | 2:36.4   | 久保敏文   | 久保道雄   |
| 第89回 | 1979年11月4日  | 東京   | 2500m | シービークロス     | 牡4  | 2:32.3   | 吉永正人   | 松山吉三郎 |
| 第91回 | 1980年11月2日  | 東京   | 2500m | カツラノハイセイコ | 牡4  | 2:32.5   | 河内洋     | 庄野穂積   |
| 第93回 | 1981年11月15日 | 東京   | 2500m | アンバーシャダイ   | 牡4  | 2:34.3   | 加藤和宏   | 二本柳俊夫 |
| 第95回 | 1982年11月21日 | 東京   | 2500m | メジロファントム   | 牡7  | 2:36.4   | 的場均     | 大久保洋吉 |
| 第97回 | 1983年11月20日 | 東京   | 2500m | モンテファスト     | 牡5  | 2:35.3   | 吉永正人   | 松山吉三郎 |

## （参考）能力検定競走
1944年は能力検定競走として施行され、カイモンが優勝している（目黒記念の回数には含んでいない）。